# Katholieke Kerk in Zweden

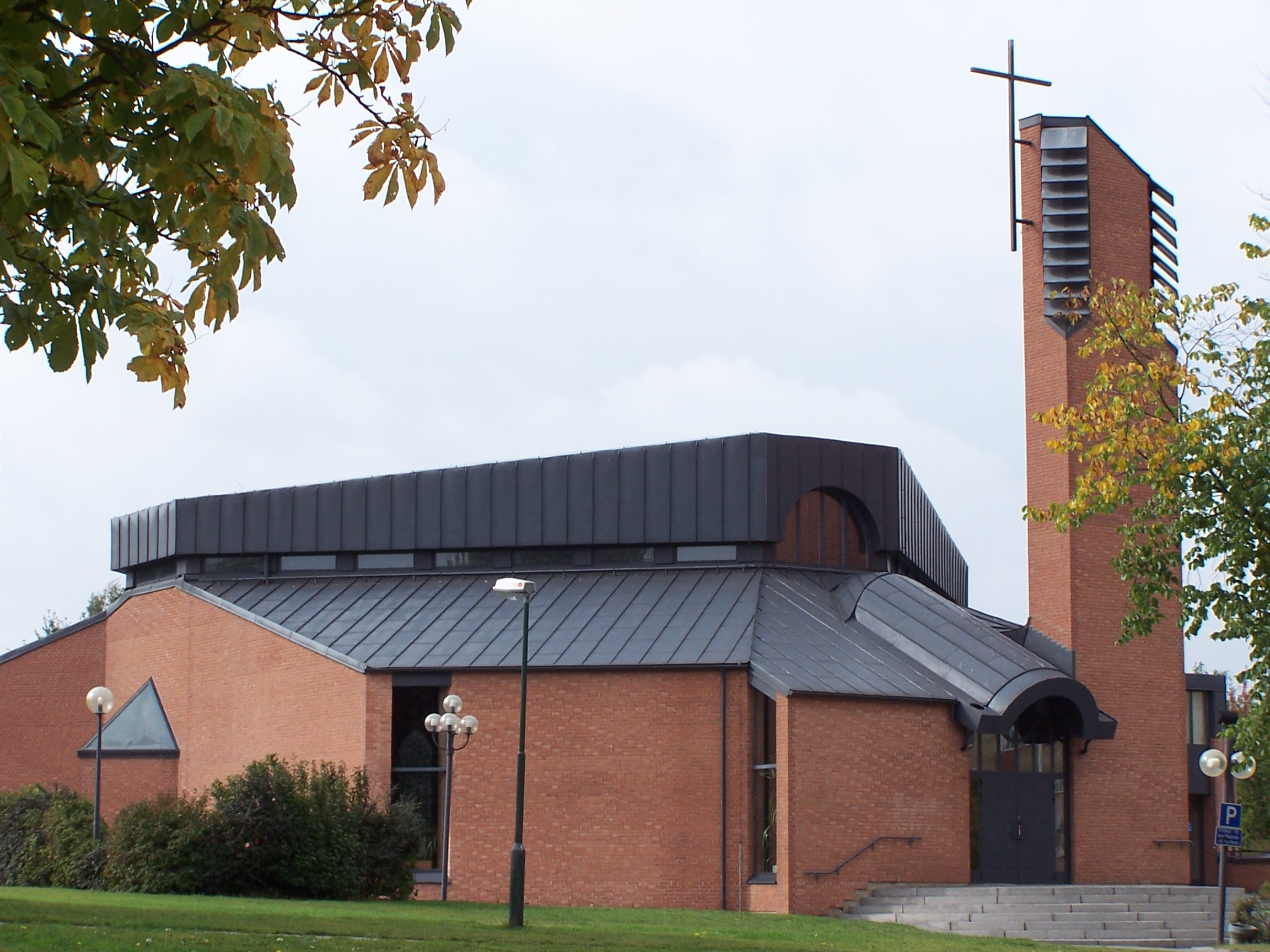
Kerk in Rosengård, Malmö

De Katholieke Kerk in Zweden maakt deel uit van de wereldwijde Rooms-Katholieke Kerk.
De meeste Zweden zijn lid van de Zweedse Kerk, een Luthers kerkgenootschap dat tot 2000 staatskerk was. Iets minder dan 2% van de bevolking van Zweden (ca. 150 000 mensen) is katholiek.
Apostolisch nuntius voor Zweden is sinds 9 november 2022 aartsbisschop Julio Murat, die tevens nuntius is voor Denemarken, Finland, Noorwegen en IJsland.

## Geschiedenis
Rond het jaar 1000 werd het Zweedse volk gekerstend. De Kerk vestigde een aartsbisdom in Uppsala en zes bisdommen elders (1164). Bekende heiligen zijn de twaalfde-eeuwse Erik de Heilige en de veertiende-eeuwse mystica Birgitta van Zweden.
De Rijksdag te Västerås brak in 1527 de contacten met Rome af; het episcopaat ging over naar het lutheranisme. Tot 1781 was het katholicisme strikt verboden. Op 23 september 1783 werd in Stockholm een apostolisch vicariaat opgericht. Nadat in 1952 volledige godsdienstvrijheid werd ingevoerd in Zweden, werd het apostolisch vicariaat op 29 juni 1953 verheven tot bisdom. 
Het bisdom Stockholm (Zweeds: Stockholms Katolska Stift; Latijn: Dioecesis Holmiensis) is het enige rooms-katholieke bisdom in Zweden. Het beslaat het gehele grondgebied van Zweden en telt 44 parochies. Het bisdom is een immediatium, wat wil zeggen dat het onder rechtstreeks gezag van de Heilige Stoel valt en geen deel uitmaakt van een kerkprovincie.